# Noël
Noël es quinto álbum de estudio de la cantante estadounidense Joan Báez, publicado por la compañía discográfica Vanguard Records en noviembre de 1966. El álbum recoge villancicos orquestados por Peter Schickele, con quien volvió a trabajar en sus dos siguientes álbumes. Sin embargo, a diferencia de otros álbumes navideños realizados por artistas populares, Báez incluyó en su mayoría material tradicional, evitando temas comerciales en favor de canciones con un tono más sombrío. El álbum alcanzó el puesto seis en la lista estadounidense Billboard 200.

## Lista de canciones
1. "O come, O come, Emmanuel" (Tradicional) - 3:03
2. "Coventry Carol" (Tradicional) - 2:00
3. "Good King Wenceslas" (Tradicional)  - 0:27
4. "The Little Drummer Boy" (K. Davis, H. Onorati, H. Simeone) - 3:03
5. "I Wonder As I Wander" (J. Niles) - 3:54
6. "Bring a Torch, Jeanette, Isabella" - 0:40
7. "Down in Yon Forest" (Tradicional) - 1:41
8. "The Carol of the Birds" (Tradicional) - 3:32
9. "Angels We Have Heard on High" (Tradicional) - 1:22
10. "Ave Maria" (Franz Schubert) (en alemán) - 4:07
11. "Mary's Wandering" (Tradicional) - 3:20
12. "Deck the Halls" (Tradicional) - 0:22
13. "Away in a Manger" (J. Murray) - 1:56
14. "Adeste Fideles (O Come, all ye Faithful)" (Tradicional) - 0:51
15. "O Holy Night" (A. Adam) - 3:50
16. "What Child Is This" (Tradicional) - 3:02
17. "Silent Night" (F. Gruber) - 2:26

Reedición de 2001
1. "The First Noel" (Tradicional)
2. "We Three Kings" (Tradicional)
3. "Virgin Mary" (Tradicional)
4. "Good Christian Kings" (Tradicional)
5. "Burgundian Carol" (Tradicional)
6. "Away in a Manger" (J. Murray)

## Personal
- Joan Báez: voz y guitarra acústica
- Peter Schickele: orquestación

## Posición en listas
| País           | Lista         | Posición |
| -------------- | ------------- | -------- |
| Estados Unidos | Billboard 200 | 6        |